# 博吉-博塞
博吉-博塞（法語：Bogis-Bossey）是瑞士联邦西部法语区的沃州下设的一个市镇。在行政上属于尼永区管辖。博吉-博塞的总面积为2.45平方公里。截至2007年，总人口为856。